# 89 (getal)
89 (negenentachtig) is het natuurlijk getal volgend op 88 en voorafgaand aan 90.

## In de wiskunde
Negenentachtig is
- het 24e priemgetal volgend op 83 en voorafgaand aan 97. De twee cijfers 8 en 9 zijn machten van priemgetallen.
- een viervoud plus 1, zodat dit priemgetal volgens de stelling van Fermat over de som van twee kwadraten kan worden geschreven als de som van twee kwadraten: {\displaystyle (5^{2}+8^{2})}.
- een getal uit de rij van Fibonacci. De eerste cijfers uit zijn omgekeerde (1/89) vormen de Fibonaccireeks : 1 1 2 3 5 8 ... dankzij de formule :

{\displaystyle {\frac {1}{89}}=\sum _{n=1}^{\infty }{F(n)\times 10^{-(n+1)}}=0.011235955\dots \ .}
De 9 is het resultaat van het getal 8 en van de 13 die op de volgende positie staat.
- een Markovgetal.

## Overig
89 is ook:
- Het jaar A.D. 89 en 1989.
- Het atoomnummer van het scheikundig element Actinium (Ac).
- De wet van Hellin stelt dat van de natuurlijke zwangerschappen ongeveer 1 op 89 resulteert in een tweeling, 1 op 89² van de zwangerschappen in drielingen en 1 op de 89³ in vierlingen.